# Diego Arboleda
Diego Alejandro Arboleda Ospina (* 16. August 1996 in Girardota) ist ein kolumbianischer Radrennfahrer, der im BMX-Rennsport aktiv ist.

## Sportlicher Werdegang
Arboleda stammt aus Girardota und entdeckte das BMX-Fahren in früher Kindheit zusammen mit seinem Bruder Juan Pablo, der ebenfalls zu einem Weltklasse-BMX-Fahrer wurde.
Nach Finalteilnahmen an nationalen und südamerikanischen Meisterschaften in den Vorjahren kamen Diego Arboledas erste große Erfolge 2017, als er kolumbianischer Landesmeister wurde und bei den Bolivarischen Spielen zwei Medaillen gewann.
Er konnte sich in der Folge mehrfach bei nationalen und kontinentalen Wettkämpfen auszeichnen. Ein Studium der Betriebswirtschaftslehre brach er ab, um sich ganz dem Sport zu widmen. 2021, 2022 und 2024 war er Panamerika-Meister, die Landesmeisterschaften gewann er bis einschließlich 2023 viermal. 2021 konnte er erstmals ein Rennen im BMX-Weltcup gewinnen, 2022 erneut und dazu zwei im Europacup; in jenem Jahr führte er als erster Kolumbianer in der Geschichte des Sports die Weltrangliste an.
Auch 2023 war ein erfolgreiches Jahr für ihn; neben Siegen bei den Landesmeisterschaften und den Zentralamerika- und Karibikspielen belegte er zweimal das Podium im Weltcup 2023. In der Weltcup-Gesamtwertung hatte er mit Platz 3 sein bisher bestes Resultat. Ein weiteres bestes persönliches Ergebnis hatte er mit dem 10. Platz bei den Weltmeisterschaften 2023. Im olympischen BMX-Rennen 2024 kam er ins Halbfinale und wurde Zwölfter.

## Erfolge
2017
 Kolumbianischer Meister
 Bolivarische Spiele (Zeitfahren)
 Bolivarische Spiele
2019
 Kolumbianischer Meister
 Panamerika-Meisterschaften
2021
 Panamerika-Meister
ein Weltcup-Sieg
2022
 Kolumbianischer Meister
 Panamerika-Meister
 Bolivarische Spiele
 Südamerikaspiele
ein Weltcup-Sieg
zwei Europacup-Siege
2023
 Kolumbianischer Meister
 Zentralamerika- und Karibikspiele
2024
 Panamerika-Meister